# Jaydee Canvot
Jaydee Canvot (Argenteuil, 19 luglio 2006) è un calciatore francese, difensore del Tolosa.

## Carriera

### Club
Ha iniziato a giocare a calcio nelle giovanili dell'Argenteuil per poi passare al Bondy nel 2015 ed al Tolosa nel 2021. Il 13 giugno 2024 ha firmato il suo primo contratto professionistico ed il 22 settembre ha debuttato in prima squadra nell'incontro di Ligue 1 perso 2-0 contro il Brest.

### Nazionale
Ha giocato nelle nazionali giovanili francesi Under-16, Under-17, Under-19 ed Under-20.

## Statistiche

### Presenze e reti nei club
Statistiche aggiornate al 12 gennaio 2025.
| Stagione        | Squadra         | Campionato      | Campionato | Campionato | Coppe nazionali | Coppe nazionali | Coppe nazionali | Coppe continentali | Coppe continentali | Coppe continentali | Altre coppe | Altre coppe | Altre coppe | Totale | Totale | Totale |
| Stagione        | Squadra         | Comp            | Pres       | Reti       | Comp            | Pres            | Reti            | Comp               | Pres               | Reti               | Comp        | Pres        | Reti        | Pres   | Reti   |        |
| --------------- | --------------- | --------------- | ---------- | ---------- | --------------- | --------------- | --------------- | ------------------ | ------------------ | ------------------ | ----------- | ----------- | ----------- | ------ | ------ | ------ |
| 2023-2024       | Tolosa 2        | N2              | 2          | 0          | -               | -               | -               | -                  | -                  | -                  | -           | -           | -           | 2      | 0      |        |
| 2023-2024       | Tolosa 2        | N3              | 2          | 0          | -               | -               | -               | -                  | -                  | -                  | -           | -           | -           | 2      | 0      |        |
| 2024-2025       | Tolosa          | L1              | 4          | 0          | CF              | 1               | 0               | -                  | -                  | -                  | -           | -           | -           | 5      | 0      |        |
| Totale carriera | Totale carriera | Totale carriera | 8          | 0          |                 | 1               | 0               |                    | -                  | -                  |             | -           | -           | 9      | 0      |        |